# Tanguts
Els tanguts eren un poble d'arrel tibetana establerts a l'oest de la Mongòlia, a la regió de l'Ordos i l'Alashan (al Kansu). Al final del segle x van fundar un estat que fou conegut com a regne de Xi-xia o Xia occidental, que va obtenir el reconeixement del kan dels kitan (Liao), sobirà de totes les hordes del Gobi oriental, el 990. Xia occidental fou un perill constant per la província xinesa de Shanxi.
El fundador fou Zhao Baoji, també conegut per Li Jiqian que el 1001 va arrabassar als xinesos la important localitat de Ling-tcheou o Ling-wou prop de Ningxia. No gaire lluny d'aquesta, a Halatchar, la dinastia va tenir la seva capital. El fundador va morir el 1003.
Els tanguts de Xi-xia o Xia Occidental miraven d'expandir-se cap a Occident i el seu rei Li Deming (1006-1032) va arrabassar als uigurs la seva ciutat principal de Kan-tcheou (Sou-tcheou havia passat als tibetans). El seu fill Li Yuanhao (1032-1048) va arrabassar als tibetans les regions a l'entorn de Sou-tcheou i Touen-huang. El 1044 va rebutjar un atac dels kitan per la zona de l'Ordos. En el seu regnat els tangut es van dotar d'una escriptura pròpia coneguda com a escriptura tangut, inspirada en l'escriptura xinesa, tot i que, si bé els caràcters tangut aparentment s'assemblen als xinesos per la forma i el caràcter dels traços, en l'origen i el significat dels caràcters no tenen cap relació.

L'Imperi Mongol al

El primer objectiu militar de Genguis Kan després de la unificació de les tribus turcomongoles el 1206, fou el regne Xia occidental. El regne era de religió budista i per la influència xinesa havia arribat a una certa cultura. El país fou devastat (1206-1207) però les grans fortaleses i les capitals tanguts Ningxia i Ling-tcheou van resistir. El rei xi-xia Li Ngan-ts'iuan (Li An-Chuan, 1206-1211) es va reconèixer tributari i va poder salvar el seu tron (1207).
El 1209 els mongols van tornar i va assetjar Ningxia (llavors anomenada Tchong-hing); va fer modificar el curs del riu Groc per conquerir-la, però aquesta obra d'enginyeria era massa complicada pels mongols i la inundació no es va produir de manera favorable. Li Ngan-ts'iuan va salvar el tron per segona vegada obtenint la pau a canvi de donar la seva filla en matrimoni a Genguis Kan (1209), i esdevenint de fet un regne vassall.
Genguis Kan ja gran, va dirigir una darrera campanya contra el rei del Xia occidental, Li Te-wang, el seu vassall, que havia evitat enviar un contingent per la guerra contra Coràsmia. L'ambaixador tangut Acha-gambou havia fet algunes observacions poc respectuoses i Genguis Kan es va posar en marxa a la tardor del 1226 i a final d'any va capturar Ling-tcheu; el febrer del 1227 va morir el seu fill Djoci al seu territori del Turgai i el Uralsk; a la primavera del 1227 va iniciar el setge de la capital Si-Hia, la ciutat modernament coneguda com a Ning-hia. Les represàlies a tot el país foren terribles com a altres llocs; l'estiu del 1227 Genguis Kan va anar a acampar a la regió del riu Ts'ing-chuei i al districte de Long-to a l'oest de Ping-leang; allí va morir el 18 d'agost de 1227, suposadament a 72 anys, pocs dies abans de la conquesta de la capital del Xia occidental on resistia el darrer rei Li Hsien, i conforme a la voluntat del gran kan, quan la ciutat fou conquerida tots els habitants de Ning-hia foren degollats. El regne fou suprimit i una part de la població tangut fou donada com serfs a l'emperadriu Yesui, una de les esposes de Genguis, que l'havia acompanyat en la darrera campanya.

## Llista de sobirans
- T'o-pa Ssu-kung vers 880-vers 900
- Ssu-chien, vers 900
- Li I-chang, després del 900
- Li Jen-fo ?-933
- Li I-chao 933-935
- Li I-hsing 935-967
- Li Chi-jui 968-978
- Li Chi-Chun 978-979
- Li Chi-feng 980-1004
- Li Ki-ts'ien o Li Chi-Ch'ien (Tchao Pao-ki) 982-1004 (junt amb Li Chi-feng
- Li Deming 1004-1032
- Li Yuan hao Ching tsung 1032-1048
- Li Liang-tzu (I-tsung) 1048-1068
- Li Ping-Ch'iang Hui-tsung 1068-1086
- Li Ch'ien-shun 1086-1139
- Li Jen-Hsiao Jen-Tsung 1139-1194
- Lie Shun-yu 1194-1206
- Li An-Chuan 1206-1211
- Li Tsun-hsu 1211-1223
- Li Te-wang 1223-1226
- Li Hsien 1226-1227
- Annexió de l'Imperi Mongol 1227